# 김정권 (영화 감독)
김정권(1969년 7월 7일 ~)은 대한민국의 영화 감독이다. 서울예술대학 영화과를 졸업했다.

## 학력
- 서울예술대학 영화과 졸업

## 영화
- 1997년 영화 《용병 이반》 ... 조연출
- 1997년 영화 《스카이 닥터》 ... 조연출
- 1998년 영화 《기막힌 사내들》 ... 조연출
- 1999년 영화 《간첩 리철진》 ... 조감독
- 2000년 영화 《동감》 ... 각본 & 감독
- 2003년 영화 《화성으로 간 사나이》 ... 원안 & 감독
- 2008년 영화 《바보》 ... 각본 & 감독
- 2008년 영화 《그 남자의 책 198쪽》 ... 감독
- 2009년 영화 《가을이야기》 ... 감독
- 2015년 영화 《설해》 ... 각본 & 감독
- 2020년 영화 《사랑하고 있습니까?》 ... 감독

## 드라마
- 2019년 oksusu 오리지널 드라마 《너 미워! 줄리엣》 ... 연출
- 2020년 채널 A 금토 미니시리즈 《거짓말의 거짓말》 ... 연출
- 2023년 NETFILX 오리지널 드라마 《연애대전》 ... 연출
- 2023년 tvN 토일 드라마 《마에스트라》 ... 연출

## 수상
- 2000년 제8회 춘사대상영화제 올해의 신인감독상
- 2008년 제45회 대종상영화제 한류인기작품상